# NGC 6409
NGC 6409 este o galaxie spirală situată în constelația Dragonul. A fost descoperită în 18 iunie 1885 de către Lewis A. Swift.